# 吉武剛
吉武剛（Tsuyoshi Yoshitake，1981年9月8日—），已退役日本足球運動員，司職進攻中場。

## 球員生涯
吉武刚2000年三重县立津工业高中毕业加盟横滨FC，2007年转会东京绿茵，2009年至2011年全部在美国度过分别效力查尔斯顿炮兵、巴尔的摩水晶宫、奥斯汀Aztex，2012年加盟横滨FC香港。
皇室南区2-2横滨FC香港，最终凭借吉武刚的绝杀横滨在香港仔抢到1分。
横滨FC香港官方宣布球队队长吉武刚的合同赛季结束之后到期。
此前效力港甲横滨FC香港的中场吉武刚在其个人Blog宣布正式加盟同在港甲的元朗足球会。
港超的元朗足球会中场吉武刚通过个人Blog宣布退役，日乙总出场138场进10球，在2014-2015赛季港超出场14场打进5球。
前横滨FC香港队长吉武刚目前在广州富力任职，担任U13梯队教练。

## 獎項
- 香港足球明星選舉最佳十一人（2012–13季度）

## 外部連結
- 香港足總網站球員註冊資料 （页面存档备份，存于）
- 吉武剛のアメブロ『! YOSHI 10 !』 （页面存档备份，存于）
- SOCCER TRANSITION - Made in Japan （页面存档备份，存于）